# Erythrodontium platygyrioides
Erythrodontium platygyrioides är en bladmossart som beskrevs av Fleischer 1922. Erythrodontium platygyrioides ingår i släktet Erythrodontium och familjen Entodontaceae. Inga underarter finns listade i Catalogue of Life.